# Ivo Pinto
Ivo Daniel Ferreira Mendonça Pinto (Lourosa, 7 januari 1990) – alias Ivo Pinto – is een Portugees voetballer die bij voorkeur als rechtsback speelt. Hij tekende in 2022 bij Fortuna Sittard.

## Clubcarrière
Ivo Pinto is afkomstig uit de jeugd van FC Porto, dat hem uitleende aan Gil Vicente, Vitória en Sporting Covilhã om speelervaring op te doen. In 2011 werd hij vastgelegd door Rio Ave, dat hem meteen uitleende aan União Leiria. Een jaar later trok de Portugees naar het Roemeense CFR Cluj, dat hij op zijn beurt alweer na een jaar verliet voor de Kroatische topclub Dinamo Zagreb. Pinto tekende een vierjarig contract in de Kroatische hoofdstad. In zijn eerste seizoen speelde Pinto 28 wedstrijden in competitieverband, waarmee hij een aandeel had in het winnen van de landstitel. In januari 2016 verkaste de Portugees voor drie miljoen euro naar het Engelse Norwich City. In de zomer van 2019 kwam hij transfervrij terug naar Dinamo Zagreb. Na verhuurperiodes bij Famalicão, Rio Ave en Fortuna Sittard werd hij in 2022 overgenomen door Fortuna.

## Interlandcarrière
Pinto was actief in verschillende Portugese nationale jeugdelftallen. In september 2014 werd hij door de Portugese bondscoach Fernando Santos opgeroepen voor de interlands van Portugal tegen Frankrijk (vriendschappelijk) en Denemarken (EK-kwalificatiewedstrijd). Tot een debuut kwam het echter vooralsnog niet.

## Erelijst
Dinamo Zagreb
- Landskampioen Kroatië

2014, 2015